# Ecmaインターナショナル
Ecmaインターナショナル（エクマ・インターナショナル、英語: Ecma International）は、情報通信システムの分野における国際的な標準化団体である。以前は欧州電子計算機工業会（英語: European Computer Manufacturers Association、ECMA）という名称であったが、世界的な展開や活動状況を反映して、1994年に現在の名称に改められた。この結果、「ECMA」という名称はもはや略語ではなくなったため、大文字にせずに「Ecma International」と表記する。
1961年にヨーロッパにおける計算機システムを標準化するために設立された。本部はスイスのジュネーヴにある。

## Ecma標準一覧
以下に、Ecma標準の一覧を示す。なお、対応規格については国際標準化機構・国際電気標準会議の第一合同技術委員会が定める規格（ISO/IEC）欧州電気通信標準化機構が定める規格（ETSI）、および日本産業規格（JIS）に留め、その他の標準規格については記載していない。
| 番号    | 名称                                         | 版     | 最新改正年月 | 対応規格                            |
| ------- | -------------------------------------------- | ------ | ------------ | ----------------------------------- |
| ECMA-6  | 7ビット符号化文字集合                        | 第6版  | 平成16年12月 | ISO/IEC 646 (ITU-T T.50) JIS X 0201 |
| ECMA-13 | 情報交換用磁気テープのラベル及びファイル構成 | 第4版  | 昭和60年12月 | ISO/IEC 1001 JIS X 0601             |
| ECMA-35 | 文字符号の構造及び拡張法                     | 第6版  | 平成6年12月  | ISO/IEC 2022 JIS X 0202             |
| ECMA-43 | 8ビット符号化文字集合の構造と規則            | 第3版  | 平成3年12月  | ISO/IEC 4873                        |
| ECMA-74 | 情報技術装置から放射される空気伝搬騒音の測定 | 第16版 | 令和元年6月  | ISO 7779 JIS X 7779                 |

## 委員会
Ecma標準はさまざまな技術委員会（technical committee）によりガバナンスされている。有名なものとして、以下の委員会が知られている。
- TC39 – ECMAScript[3]
- TC45 – Office Open XML[4]
- TC53 – ECMAScript Modules for Embedded Systems[5]